# Harry Lee Waterfield
Harry Lee Waterfield (* 19. Januar 1911 im Calloway County, Kentucky; † 4. August 1988) war ein US-amerikanischer demokratischer Politiker aus dem Bundesstaat Kentucky.
Waterfield war von 1938 bis 1947 sowie von 1950 bis 1951 Mitglied des Repräsentantenhauses von Kentucky. In dieser Zeit war er 1944 bis 1946 Speaker, das entspricht dem Vorsitzenden des Repräsentantenhauses. Waterfield war zweimal Vizegouverneur in Kentucky, von 1955 bis 1959 unter Gouverneur Happy Chandler und von 1963 bis 1967 unter Edward T. Breathitt. Drei Versuche, selbst Gouverneur zu werden, scheiterten bereits in den Vorwahlen der Demokratischen Partei. 1947 belegte er Platz zwei hinter Earle C. Clements, 1959 wurde er ebenfalls Zweiter hinter Bert T. Combs. Bei seinem letzten Versuch im Jahr 1971 reichte es nur noch zum dritten Rang.